# Léo Bahia
Francisco Eliomar Rodrigues Farias, meglio noto come Léo Bahia (Marcelino Vieira, 19 maggio 1991), è un calciatore brasiliano, attaccante del Monsoon.

## Carriera
Ha giocato nella massima serie uruguaiana, in quella guatemalteca e in quella maltese, e nella seconda divisione brasiliana.

## Statistiche

### Presenze e reti nei club
Statistiche aggiornate al 6 gennaio 2022.
| Stagione        | Squadra           | Campionato      | Campionato | Campionato | Coppe nazionali | Coppe nazionali | Coppe nazionali | Coppe continentali | Coppe continentali | Coppe continentali | Altre coppe | Altre coppe | Altre coppe | Totale | Totale |
| Stagione        | Squadra           | Comp            | Pres       | Reti       | Comp            | Pres            | Reti            | Comp               | Pres               | Reti               | Comp        | Pres        | Reti        | Pres   | Reti   |
| --------------- | ----------------- | --------------- | ---------- | ---------- | --------------- | --------------- | --------------- | ------------------ | ------------------ | ------------------ | ----------- | ----------- | ----------- | ------ | ------ |
| 2013            | Rio Branco-PR     | A1/PR           | 12         | 1          |                 | -               | -               |                    | -                  | -                  |             | -           | -           | 12     | 1      |
| 2016            | Lajeadense        | PD/RS           | 2          | 0          |                 | -               | -               |                    | -                  | -                  |             | -           | -           | 2      | 0      |
| 2017            | Alecrim           | PD/RN           | 13         | 8          |                 | -               | -               |                    | -                  | -                  |             | -           | -           | 13     | 8      |
| 2017            | Bangu             | D               | 6          | 0          |                 | -               | -               |                    | -                  | -                  |             | -           | -           | 6      | 0      |
| 2017            | Rampla Juniors    | PD              | 13         | 1          |                 | -               | -               |                    | -                  | -                  |             | -           | -           | 13     | 1      |
| 2018            | Brasil de Pelotas | PD/RS+B         | 9+14       | 1+1        |                 | -               | -               |                    | -                  | -                  |             | -           | -           | 23     | 2      |
| 2019            | Pelotas           | PD/RS           | 10         | 0          |                 | -               | -               |                    | -                  | -                  |             | -           | -           | 10     | 0      |
| 2019            | Hercílio Luz      | D               | 7          | 1          |                 | -               | -               |                    | -                  | -                  |             | -           | -           | 7      | 1      |
| 2020            | Ferroviário-CE    | PD/CE           | 9          | 1          |                 | -               | -               |                    | -                  | -                  |             | -           | -           | 9      | 1      |
| 2020            | Marília           | A3/SP           | 4          | 4          |                 | -               | -               |                    | -                  | -                  |             | -           | -           | 4      | 4      |
| 2020-2021       | Xelajú MC         | LN              | 15         | 0          |                 | -               | -               |                    | -                  | -                  |             | -           | -           | 15     | 0      |
| 2021-2022       | St. Lucia         | PL              | 10         | 6          |                 | -               | -               |                    | -                  | -                  |             | -           | -           | 5      | 3      |
| Totale carriera | Totale carriera   | Totale carriera | 124        | 24         |                 | -               | -               |                    | -                  | -                  |             | -           | -           | 124    | 24     |